# Ocosia apia
Ocosia apia és una espècie de peix pertanyent a la família dels tetrarògids i a l'ordre dels escorpeniformes.

## Descripció
Fa 5,3 cm de llargària màxima. 16-17 espines i 7-8 radis tous a l'única aleta dorsal. 3 espines i 5-6 radis tous a l'anal. 28-30 vèrtebres. Segona espina dorsal allargada. Marge inferior del segon os infraorbitari amb una petita espina. Petita espina a la cara lateral de l'os lacrimal sobre la base de la segona espina allargada. Línia lateral contínua i amb 16-21 escates. 12-21 branquiespines (9-16 a la part inferior i 2-5 a la superior). Absència d'aleta adiposa. Cap espina i 12-13 radis tous a les aletes pectorals. Absència d'escates al cos (tret de la línia lateral). 4 franques fosques esteses des dels ulls. Absència de papil·les a la mandíbula superior. Conservat en formaldehid i alcohol isopropílic, presenta una coloració marró groguenca clara i clapada amb taques marrons fosques, les quals es concentren en 5 bandes verticals. Aletes verticals amb marques fosques difuses. Aleta caudal amb una franja fosca a prop de l'extrem.

## Alimentació
El seu nivell tròfic és de 3,37.

## Hàbitat i distribució geogràfica
És un peix marí, demersal (entre 29 i 350 m de fondària) i de clima subtropical, el qual viu al Pacífic occidental: Nova Caledònia (incloent-hi les illes Chesterfield) i Nova Zelanda (incloent-hi les illes Kermadec).

## Observacions
És inofensiu per als humans i el seu índex de vulnerabilitat és de baix a moderat (27 de 100).